# ژوکنگتیرانوس
ژوکنگتیرانوس (نام علمی: Zhuchengtyrannus) یکی از بزرگ‌ترین سردههای تیرانوسارید محسوب می‌شود که حدود ۷۳٫۵ میلیون سال پیش در شاندونگ چین زندگی می‌کرد. ژوکنگتیرانوس با ۱۰ تا ۱۲ متر طول و ۶ تن وزن کمی از تیرانوسور کوچک‌تر و کمی نیز از تاربوسور بزرگ‌تر بوده‌است.